# 六郷事件
六郷事件（ろくごうじけん）とは、北朝鮮（朝鮮民主主義人民共和国）によるスパイ事件。1981年（昭和56年）7月23日警視庁摘発（検挙）。山口県下の海岸から密入国した北朝鮮工作員が東京都内に潜伏してアジトを設定し、生活の足がかりを固めるなどの活動をおこなって、在日朝鮮人スパイ網を組織していた事件である。具体的な工作内容は不詳である。

## 事件概要
千葉仙吉こと高徳煥（検挙当時59歳）は、太平洋戦争中の1944年（昭和19年）に徴用工として日本に渡り、終戦後は北朝鮮に帰還したが、1980年（昭和55年）8月、当局より北朝鮮工作員として召喚され、約3か月間のスパイ訓練を受けた。そして、
- 日本でのスパイ活動のための生活の足がかりを固めること
- ドヤ街で知られる山谷（東京都台東区・荒川区）の労務者に対する接近工作

などの任務を指示されて、1980年11月15日、山口県長門市西深川の只の浜海岸から不法に入国した。携行品は、偽造外国人登録証、工作資金、日本製の着衣などであった。密入国後、高徳煥は北朝鮮から指示された東京都内在住の在日朝鮮人朴京植（62歳）を工作員として獲得し、アジトを設定した。高は大田区仲六郷2丁目の朴京植（焼肉店経営）方に潜伏し、土木作業員として労働しながら、日本語の修得と日本内外の情勢把握に努め、在日韓国人らを工作してスパイ網を構築し、日本の政治・経済・軍事にかかわる情報を収集して本国に報告するための体制づくりを行っていた。
警視庁は1981年7月23日、高徳煥を逮捕、朴京植方にあった工作資金160万円などを押収した。8月15日、高徳煥を自宅に住まわせていた朴も犯人隠匿の疑いで逮捕された。同年10月29日、東京地方裁判所は高に対し、出入国管理令および外国人登録法違反で懲役1年6か月、執行猶予4年の判決を下した。

## 偽造外国人登録証
この事件の調査の結果、同年に起こった伏木国分事件と日向事件の偽造外国人登録証は、高徳煥が日本上陸時に携行して使用していた登録証が原本となって作られていたことが判明した。